# Proceratophrys concavitympanum
Proceratophrys concavitympanum és una espècie de granota que viu al Brasil.